# Man in the Mirror
A Man in the Mirror Michael Jackson amerikai énekes dala. 1988 januárjában jelent meg Jackson Bad című albumának negyedik kislemezeként. Szerzői Siedah Garrett és Glen Ballard, producere Jackson és Quincy Jones. Megjelenésekor pozitív kritikákat kapott, és ez lett az album negyedik dala, ami az első helyre került az amerikai Billboard Hot 100 slágerlistán, amit két hétig vezetett. Grammy-díjra jelölték az év felvétele kategóriában 1988-ban.
A dal a Bad albumon kívül megjelent Jackson HIStory: Past, Present and Future (1995), Number Ones (2003), The Ultimate Collection (2004), The Essential Michael Jackson (2005) és This Is It (2009) című válogatásalbumain is.
Ez a dalcím lett a címe egy Jacksonról forgatott életrajzi filmnek is, mely 2004-ben készült, Jackson engedélye nélkül. A Man in the Mirror: The Michael Jackson Story című tévéfilmben Flex Alexander alakítja az énekest.

## Háttere
A dalt Siedah Garrett és Glen Ballard szerezte, háttérénekesei közt szerepel Garrett, a The Winans és az Andrae Crouch Kórus. A gospelkórus használata ebben az időben vált népszerűvé, miután David Bowie 1986-ban megjelent Underground című dalában (a Fantasztikus labirintus főcímdalában) is gospelkórus volt hallható; Jackson legközelebb Will You Be There című dalához használta. A Man in the Mirror Jackson egyik kedvence a dalai közül.
A dal G-dúrban íródott, tempója 100 BPM. Jackson hangterjedelme Ab3-C6.

## Fogadtatása
A Man in the Mirror Jackson negyedik listavezető dala lett az albumról az amerikai Billboard Hot 100 slágerlistán. A dal a lista 48. helyén nyitott 1988. február 6-án, és a listán töltött nyolcadik hetén, 1988. március 26-án érte el az első helyet, ahol két hétig maradt. A brit slágerlistán 1988-ban a 21. helyet érte el, 2009-ben azonban, Jackson halálát követően ismét felkerült a slágerlistára, a 11. helyre, és a következő héten elérte a 2. helyet (az első helytől Cascada Evacuate the Dancefloor című dala tartotta vissza). Ezen a héten több mint tíz másik Michael Jackson-dal is szerepelt a top 40-ben. A Man in the Mirror 15 héten keresztül maradt a top 100-ban.
Ausztráliában megjelenésekor a 39. helyet érte el; az énekes halála után itt is újból felkerült a slágerlistára és a 8. helyet érte el. Az Egyesült Államokban és az Egyesült Királyságban az iTunes letöltései közt is első helyen szerepelt.

## Videóklip
A videóklip eltér Jackson korábbi klipjeitől, mert az énekes alig szerepel benne, csak a végén jelenik meg. A klip nagy része különféle történelmi események híradásaiból lett összevágva; látható benne egy atomrobbanás, a John Fitzgerald Kennedy és a Robert Kennedy elleni merénylet, az iráni túszdráma, a Live Aid, a Farm Aid, és sok híres ember, köztük Martin Luther King, Lech Wałęsa, Teréz anya, Desmond Tutu, John Lennon, Yoko Ono, Mahatma Gandhi, Anvar Szadat, Menahem Begin, Jimmy Carter, Mihail Gorbacsov, Rosa Parks, Ronald Reagan, Pieter Willem Botha, Moammer Kadhafi és Adolf Hitler.
A dalhoz készült egy másik videóklip is, ez a Moonwalker című film elején látható, és a Bad World Tour fellépéseiből vágták össze.
A dal videóklipje szerepel a Number Ones és a Michael Jackson’s Vision DVD-ken.

## Fellépések
Jackson a dal egy hosszított változatát előadta az 1988-as Grammy-díjkiosztón. A Bad World Tour második szakaszán záródalként adta elő a dalt. A Dangerous World Tour számlistáján szintén szerepelt a Man in the Mirror. 1996. július 16-án Bruneiben adta elő a turné keretén belül; ez volt a dal utolsó előadása a 2001-es United We Stand: What More Can I Give jótékonysági koncert előtt. A dal instrumentális intróját játszották Jackson temetési szertartásának végén, amikor az énekes koporsóját kivitték; ezután a fény megvilágított egy mikrofont, ami az üres színpad közepén állt. Ezután egy ima következett, melynek témája a dalhoz hasonló volt. A dal az utolsó felcsendülő dal a Michael Jackson’s This Is It dokumentumfilmben.

## Számlista
- 12" és CD kislemez

1. Man in the Mirror (Single Mix) – 5:02
2. Man in the Mirror (Album Mix) – 5:18
3. Man in the Mirror (Instrumental) – 5:02

- 7" kislemez

1. Man in the Mirror – 5:02
2. Man in the Mirror (Instrumental) – 5:02

## Helyezések
| Slágerlista (1988)              | Legmagasabb helyezés |
| ------------------------------- | -------------------- |
| Ausztrál kislemezlista          | 39                   |
| Osztrák kislemezlista           | 10                   |
| Kanadai kislemezlista           | 3                    |
| Német kislemezlista             | 23                   |
| Holland kislemezlista           | 13                   |
| Ír kislemezlista                | 3                    |
| Új-zélandi kislemezlista        | 4                    |
| Brit kislemezlista              | 21                   |
| USA Billboard Hot 100           | 1                    |
| Slágerlista (2009)              | Legmagasabb helyezés |
| Ausztrál kislemezlista          | 8                    |
| Brit kislemezlista              | 2                    |
| Brit R&B kislemezlista          | 1                    |
| Dán kislemezlista               | 12                   |
| European Hot 100 Singles        | 7                    |
| Ír kislemezlista                | 3                    |
| Japán kislemezlista             | 65                   |
| Norvég kislemezlista            | 15                   |
| Osztrák kislemezlista           | 17                   |
| Spanyol kislemezlista           | 50                   |
| Svájci kislemezlista            | 22                   |
| Svéd kislemezlista              | 19                   |
| USA Billboard Hot Digital Songs | 2                    |
| Új-zélandi kislemezlista        | 9                    |

## Feldolgozások
- 1990-ben Tuck Andress oklahomai gitáros akusztikus instrumentális változatban dolgozta fel Reckless Precision című albumán.[12]
- 2003-ban Siedah Garrett is felvette akusztikus változatban, második, Siedah című albumán.[13]
- 2005-ben a Rythme Fatal és Redd Angel dolgozta fel a Man in the Mirror című albumon.[14]
- 2008-ban James Morrison angol zenész dolgozta fel Songs for You, Truths for Me című, második albumának deluxe kiadásán.
- 2011-ben Siedah Garrett élőben is előadta a dalt megemlékezésül Michael Jacksonról a marokkói Mawazine fesztiválon.[15]
- 2011-ben Patrick Stump a dal a cappella-változatát adta elő a Billie Jean, Scream Thriller dalokkal és Jackson más dalaival együtt.[16]
- 2006-ban Papoose amerikai rapper felhasznált a dalból egy részletet Gonna Make a Change című dalában, mely a The Boyz in the Hood című mixtape-en jelent meg.[17]
- 2008-ban Rhymefest amerikai rapper használta fel a dal instrumentális változatát és a Jackson énekelte refrént egy freestyle raphez. Ez a Mark Ronson Presents: Man in the Mirror című kiadványon jelent meg.[18][19]

Fellépéseken
- 1989-ben Dionne Warwick amerikai énekesnő adta elő az 1989-es Soul Train Music Awards díjkiosztón.[20]
- 2009-ben, Jackson halála után a U2 ír együttes 360 World Tour turnéja keretén belül előadta a dal egy részletét Angel of Harlem című daluk végén.[21]
- 2009-ben a The Fray amerikai együttes két koncertjén is előadta a dal refrénjét, Never Say Never című dalukkal (június 25-én, Jackson halálának napján) és Look After You című dalukkal (egy hónappal később).[22]
- 2009-ben a Nobel-békedíj kiosztásakor adott koncerten részt vevő összes előadó együtt adta elő a dalt a finálé részeként, köztük Wyclef Jean, Toby Keith és a Westlife.[23]
- 2009-ben Amy Studt angol énekes adta elő turnéján.[24]
- 2009. augusztus 22-én Leehom Wang kínai-amerikai előadó adta elő a dalt Music-Man turnéján. A dalt kislemezen is kiadta, ezt aznap ingyen osztogatta a közönségnek.[25]
- 2009-ben a The All-American Rejects amerikai együttes előadta a dal refrénjét Gives You Hell című daluk akusztikus előadásának részeként a Kidd Kraddick in the Morning műsorban.[26]
- 2010-ben Whitney Houston amerikai énekesnő előadta a dalt I Look to You turnéja moszkvai koncertjén.[27]
- 2010-ben a The Liaison együttes adta elő a dalt Jackson halűlának évfordulója alkalmából.[28]
- 2010-ben Chris Brown amerikai énekes adta elő a BET Awards díjkiosztón,[29] de a dal közben elsírta magát és nem tudta befejezni.
- 2011-ben Celine Dion kanadai énekesnő adta elő Jackson több más dalával együtt Celine in Las Vegas című fellépésén.[30][31]
- 2011-ben Adam Levine, a Maroon 5 frontembere és Javier Colon énekes adták elő a The Voice című sorozat fináléjaként.[32]